# Guardant
Guardant — комплексное решение для защиты программного обеспечения от несанкционированного копирования и распространения, включающее в себя аппаратные и программные ключи, средства автоматической защиты кода, SDK для разработчиков и систему управления лицензиями. Разработаны российской компанией Актив.

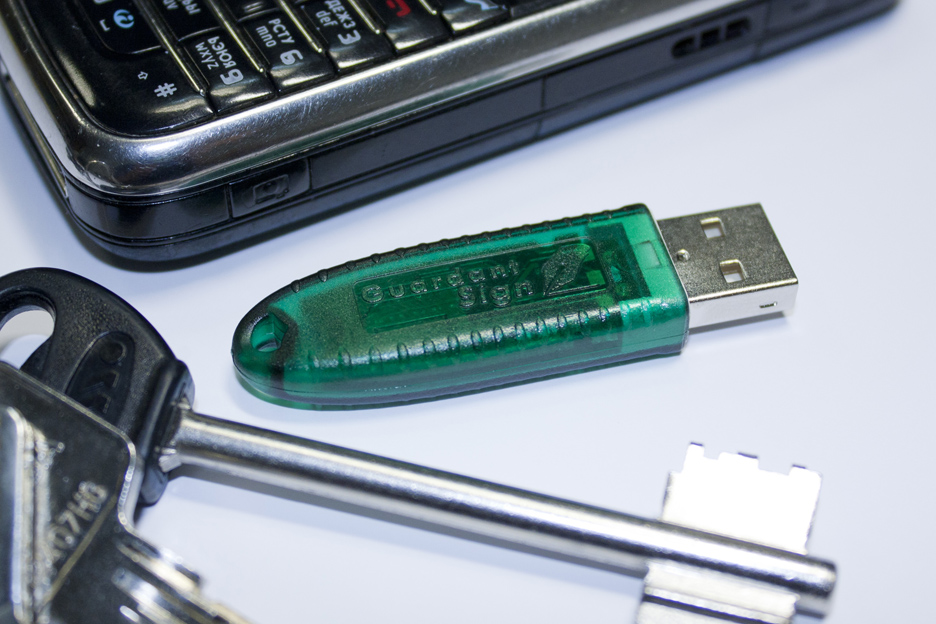
Guardant Sign

Современные электронные ключи Guardant производятся с интерфейсом USB. Поддерживается большинство настольных ОС Windows (98, NT, 2000, 2003, XP, Vista, 7, 2008, 10), включая 64-битные версии, а также системы Windows CE и Linux для ключей поколения Guardant Sign (Sign, Time, Code, Code Time).
В настоящее время производятся на базе чипа Cortex-M3 и обладают производительностью 1.25 DMIPS.

## Основные особенности
- Наличие в ключах симметричного алгоритма шифрования GSII64 и основанных на нем алгоритмов генерации псевдослучайных чисел и хеширования (ключи Sign, Time)
- Наличие в ключах аппаратных реализаций алгоритмов шифрования AES128 и электронной цифровой подписи ECC160 (на основе эллиптических кривых)
- Модели ключей с батарейкой и независимыми часами реального времени (ключи Time, Code Time)
- Модели ключей с возможностью загрузки собственного кода на языке C/C++ (ключи Code, Code Time)
- Модели ключей с возможностью работы по сети (когда ключ и защищенное приложение работают на различных компьютерах — ключи Sign Net, Time Net)
- Защита от анализа и табличных эмуляторов на уровне протокола обмена
- Возможность работы без драйверов в HID-режиме
- Возможность безопасного дистанционного обновления памяти ключа у конечного пользователя разработчиком защиты
- Существуют совместные решения по защите 1С приложений[1]

## Комплект разработчика
Комплект разработчика содержит:
- Набор утилит для установки автоматической защиты приложений (не требующих наличия исходного кода и навыков программирования)
- Набор утилит для автозащиты с профилированием приложения (защита конкретных, указываемых вручную функций приложения; не требует исходного кода, но нужен MAP-файл, создаваемый при компиляции приложения)
- Библиотеки API работы с ключами для реализации собственных уникальных защитных механизмов (C/C++ ,C# ,Delphi, Assembler x86 и другие)
- Примеры по работе с ключом при помощи Guardant API
- Обучающие материалы по использованию инструментов комплекта разработчика

## Защита программного обеспечения
При помощи технологий Guardant защита программ может производиться в
- полностью автоматическом режиме (т. н. автозащита, производится при помощи Мастера лицензирования, поставляемого в составе комплекта разработчика)
- полуавтоматическом режиме (с профилированием приложения, то есть приложение запускается «под профайлером», в приложении выполняются необходимые действия, затем профайлер говорит, какой код был фактически выполнен и подлежит защите, профайлер включен в состав комплекта разработчика)
- ручном режиме (реализация собственных уникальных защитных механизмов с использованием Guardant API)

При использовании Guardant API рекомендуется дополнительно устанавливать автозащиту на приложение для защиты его кода от анализа и модификации.

## Предыдущие модели электронных ключей
Электронные ключи производятся компанией Актив с 1994 года. Среди предыдущих моделей Aptus, Fidus, Stealth, Stealth II, Stealth III. Они производились с интерфейсами USB и LPT. Отличаются аппаратной платформой, форматом записи в них данных и, соответственно, отсутствием некоторого полезного функционала (как, к примеру, работа в бездрайверном режиме), присущего последнему поколению ключей.

## Аналоги
- Sentinel HASP
- SenseLock